# Alex Schwazer
Alex Schwazer (Sterzing, 1984. december 26. –) olimpiai bajnok olasz gyaloglóatléta.

## Pályafutása
Schwazer bronzérmes lett 50 km gyaloglásban a 2005-ös világbajnokságon. Eredménye 3:41:54 lett, ami új országos csúcs volt. A 2007-es világbajnokságon a 20 km-es távon tizedik lett, míg 50 km-en 3:37:04 órás idővel ismét bronzérmes lett.
Háromszor lett olasz bajnok, 2005-ben és 2008-ban 50 km gyaloglásban, míg 2007-ben 10 000 méter gyaloglásban nyert.
A 2008-as világkupán ismét bronzérmet szerzett. A 2008-as olimpián új olimpiai csúccsal, 3:37:09 órával nyerte az 50 km-es gyalogló számot.
A londoni olimpia előtt doppingoláson érték, amit el is ismert. Ekkor bejelentette visszavonulását, amit később visszavont. 2013-ban az Olasz Olimpiai Bizottság három és fél évre tiltotta el. 2014 decemberében az olasz ügyészség nyolc hónap felfüggesztett börtönre és 6000 euró pénzbüntetésre ítélte. 2015 februárjában sportolói büntetését további 3 hónap plusz 3 hónap felfüggesztett eltiltással növelték, így 2016 április 29-től versenyezhet újra. Fellebbezését a nemzetközi Sportdöntőbíróság (CAS)
elutasította. Ezután a bolzanói bírósághoz fordult, amely felmentette. Az ítélet szerint Schwarz nem követte el a vádban szereplő tetteket.

## Egyéni legjobbjai
- 20 kilométeres gyaloglás - 1:18:24 (2010)
- 50 kilométeres gyaloglás - 3:36:04 (2007)